# 増岡組
株式会社増岡組（ますおかぐみ）は日本の建設会社の一つ。現在の本社は東京都千代田区丸の内においているが、創業地である広島県呉市をはじめ広島県内に主要な拠点を置いており、施工実績も広島県に関わりの深いものが多い。

## 沿革
- 1888年 - 増岡久吉が広島県呉において個人事業「増岡商店」を開業。
- 1908年 - 久吉の長男・増岡登作が増岡商店を改組（実質的な創業）。
- 1947年 - 東京支店開発計画を決定（鉄鋼ビルディングのプランが打ち出される）。
- 1948年1月26日 - 株式会社増岡組に改組改名（資本金1,000万円）。
- 1974年1月1日 - 東京（鉃鋼ビル）に本社移転。
- 2012年4月9日 - 鉃鋼ビル建て替えに伴い、千代田区大手町の日本ビルヂングに本社を移転。
- 2015年11月2日 - 鉃鋼ビル完成。本社を再移転。

## 主な施工実績(建築工事)
- 広島市民球場
- 広島広域公園陸上競技場（広島ビッグアーチ）
- 宇部郵便局庁舎
- 厳島神社（平成3年台風第19号災害復旧工事および平成16年台風第18号災害復旧工事）
- 広島東洋カープ由宇練習場
- MAZDA Zoom-Zoom スタジアム広島
- 浦安マリナイースト21望海の街9号棟

## 主な施工実績(土木工事)
- 東広島バイパス海田高架橋床版工事
- 広島南道路明神高架橋外工事
- 安芸南部山系大屋大川支川渓流外砂防堰堤工事
- 安芸南部山系大屋大川支川渓流砂防堰堤工事
- 東広島・呉自動車道

## 主な関連会社
- 株式会社鉄鋼ビルディング
- 増岡商事株式会社
- 中国物産株式会社
- 株式会社鉃鋼ビルサービス
- 広島バス株式会社